# Угрчин
Угрчин (буг. Угърчин) град је у Републици Бугарској, у средишњем делу земље, седиште истоимене општине Угрчин у оквиру Ловечке области.

## Географија
Положај: Угрчин се налази у средишњем делу Бугарске. Од престонице Софије град је удаљен 130 km североисточно, а од обласног средишта Ловеча град је удаљен 33 km западно.
Рељеф: Област Угрчина се налази у области северне Старе планине. Град се образовао у планинској области, на приближно 300 m надморске висине.
Клима: Клима у Угрчину је континентална.
Воде: Кроз Угрчин протиче речица Каменица. У околини града има више мањих водотока.

## Историја
Област Угрчина је првобитно била насељена Трачанима, а после њих њом владају стари Рим и Византија. Јужни Словени ово подручје насељавају у 7. веку. Од 9. века до 1373. г. област је била у саставу средњовековне Бугарске.
Крајем 14. века област Угрчина је пала под власт Османлија, који владају облашћу 5 векова.
Године 1878. град је постао део савремене бугарске државе. Насеље убрзо постаје средиште окупљања за села у околини, са више јавних установа и трговиштем. Насеље је званично проглашено градом 1968. године.

## Становништво
| 1965. | 1975. | 1985. | 1992. | 2001. |
| ----- | ----- | ----- | ----- | ----- |
| 5,753 | 5,194 | 4,212 | 3,838 | 3,161 |

По проценама из 2007. г. Угрчин је имао нешто око 2.800 ст. Огромна већина градског становништва су етнички Бугари. Остатак су махом Роми. Последњих деценија број становника у граду стагнира због удаљености од главних токова развоја у земљи.
Претежна вероисповест месног становништва је православна.